# سو بينيت
سو بينيت (بالإنجليزية: Sue Bennett)‏ هي مغنية أمريكية، ولدت في 24 مارس 1928، وتوفيت في 8 مايو 2001 بسبب مرض.

## وصلات خارجية
- سو بينيت على موقع IMDb (الإنجليزية)